# ジョージ・L・ハリソン
ジョージ・L・ハリソン（英語: George Leslie Harrison、1887年1月26日 - 1958年3月5日）は、アメリカ合衆国の法律家、銀行家、保険会社社長。第二次世界大戦中には、米陸軍長官ヘンリー・スティムソンの特別顧問も務めた。

## 略歴
1887年、カリフォルニア州サンフランシスコ生まれ。イェール大学、ハーバード・ロー・スクール卒業。イェール大学在学中の1909年には秘密結社「スカル・アンド・ボーンズ」の一員に選ばれている。法律の学位を取得した後、米連邦最高裁判所判事オリバー・ウェンデル・ホームズ・ジュニアの下で一年間法律助手として働いた。
その後、連邦準備制度理事会の法務顧問を経て、1928年から1940年までの13年間ニューヨーク連邦準備銀行総裁を務めた。連銀総裁職を退いた後、1941年にニューヨーク生命保険会社社長に就任。第二次世界大戦中は、アメリカ合衆国陸軍長官ヘンリー・スティムソンの原子力爆弾開発関連問題特別顧問を務めた。また、日本に対して無警告で原爆を使用することを勧告した暫定委員会の8人のメンバーの一人でもあり、スティムソン不在の際には代って委員長を務めた。
戦後ニューヨーク生命保険会社に復帰し、1948年に取締役会会長に就任した。1958年に死去し、ワシントンD.C.にあるロッククリーク墓地に埋葬された。